# 현대가 더비
현대가 (現代家) 더비는 K리그 소속인 울산 HD와 전북 현대 모터스 간의 더비 경기이다.

## 개요
'현대'라는 명칭 아래 오래 전부터 현대가 더비라 불러온 것은 맞지만, 슈퍼매치나 동해안 더비와 같은 치열한 역사를 가진 더비는 아니었다. 그러나, 2010년대 후반부터 양 구단이 K리그1의 최상위권을 형성하게 되면서 둘의 관계가 다시 부각되기 시작했다.

## 역사
사실 2006년 AFC 챔피언스 리그 준결승전 이전까지의 울산과 전북의 관계는 포항과 전남과 비슷하기는커녕 훨씬 치우친 관계였다. 울산은 김정남 감독의 지휘와 압도적인 스쿼드, 탄탄한 지원으로 2005년의 우승을 비롯해 꾸준히 상위권에 랭킹하였고, 전북은 잠깐 반짝하거나 어쩌다 FA컵을 우승하는 평범한 팀에 불과했다. 라이벌 의식이 생길래야 생길 수도 없었다. 또한 전북 선수들은 조금만 잘한다 싶으면 울산으로 이적하다보니 2005년까지의 전북은 울산의 위성구단 이미지밖에 없었다.
하지만 2005 시즌 중 전북에 최강희 감독이 부임하며 상황이 바뀌기 시작했다. 이 해 전북은 울산 현대미포조선 돌고래를 FA컵에서 꺾고 우승하며 같은 시즌 리그 우승 팀인 울산과 함께 2006 시즌 ACL에 가게 된다.
바람잘 날이 없던 당시 현대자동차에게, 일본차 브랜드들이 스폰서를 맡은 FIFA 클럽 월드컵 대회를 누빈 전북이 만들어준 홍보 효과는 신선한 충격이 아닐 수 없었다. 여기에 이철근 단장과 최강희 감독의 끊임없는 노력이 더해지며, 모기업 내 전북 구단의 가치는 극적으로 변모하였고, 현대차는 전북에 대한 적극적인 투자로 보답을 시작한다. 구단 역시 08시즌 조재진을 거쳐 김상식과 이동국이 들어온 09시즌, 리그 첫 우승이라는 선순환을 만들어내기 시작했다. 라이벌 의식의 싹은 이렇게 시작되었다.
하지만 2015년까지만 해도 팬들끼리는 사이가 좋았고, 팀끼리도 라이벌 의식을 그렇게 느끼는 편은 아니었다. 전북은 수원이나 서울, 울산은 포항 때문에 타 팀들에 악감정을 가질 새가 없기도 했고. 인터넷에서 거리낌 없이 울산을 형님네라 부르기는 전북 팬들을 볼 수도 있었으며, 양 팀 경기에서 악마의 응원가 잘가세요가 울려 퍼져도 N석과 S석에서 서로 손 흔들어주며 인사 나누며 헤어지는 광경까지 나올 정도였다.
2016 시즌을 앞두고 울산의 주축 공격수로 활약했던 김신욱이 유럽 진출 대신 전북으로 이적하여 화제를 일으켰다. 이 소식을 들은 울산 팬들은 김신욱의 전북 이적에 분노하였고, 이로 인해 두 팀간의 경쟁이 시작되었다.
2016년 12월 14일 K리그 팬들을 다시 한 번 깜짝 놀라게 한 메가톤급 트레이드가 성사됐다. 울산과 전북이 K리그 팬이라면 모두 알만한 '거물급' 선수들을 놓고 2 대 3 트레이드를 한 것이다. 울산은 이용과 이재성을 전북으로, 전북은 김창수, 이종호, 최규백을 울산으로 보냈다. 손익 계산서를 따지기가 조심스러울 만큼 큰 이적이지만, 아무래도 팀 내 입지 등을 생각하면 울산 팬들의 아쉬움이 조금 더 클 듯 싶다.
그 후, 2019 시즌에는 최종전에서 우승 향방이 갈렸는데 울산이 포항한테 1-4 대패를 당하자, 전북은 강원에게 1-0 승리를 거둬 역전 우승에 성공하였고, 2020 시즌에도 전북이 울산을 따돌리고, K리그 4연패를 달성하였다. 그리고, FA컵에서도 울산을 상대로 1승 1무를 거둬 FA컵 우승까지 달성함으로써 리그와 FA컵 더블 타이틀을 획득하였다.
2020년까지 각각 울산과 전북의 감독이었던 김도훈과 조제 모라이스가 물러나고 홍명보와 김상식이 새롭게 양 팀의 감독직을 맡게 되었다. 2021년 5월 19일에 전주월드컵경기장에서 열린 리그 경기에서 울산이 전북에게 4-2 승리를 거둬 2019년 5월 12일(2-1 울산 승) 이후로 2년 만에(739일) 전북을 상대로 무승 탈출과 동시에 2개월 만에 리그 선두로 올라섰다.
2021년 10월 17일, 중립개최지역으로 선정된 전주월드컵경기장에서 열린 AFC 챔피언스리그 8강에서 정규시간에 2:2로 팽팽하게 맞서며 연장전에 돌입했고, 결국 이동경의 중거리 원더골로 울산이 3:2로 승리하며 준결승에 진출했다. 하지만, 리그에서는 (2021년 11월 6일) 전북이 선제골을 넣으면 울산이 동점골을 넣는 식으로 진행되다가 전북의 마지막 찬스에서 일류첸코가 경기 끝나기 20초 전 결승골을 넣어 전북이 3:2 승리로 3점을 가져감과 동시에 1위로 올라섰고, 그 다음 경기 결과에 따라 울산을 승점 2점 차로 따돌리고, 5년 연속 K리그 우승을 차지하였다.
그리고, 2022년 10월 8일에 문수월드컵경기장에서 열린 35라운드 경기에서 울산이 전북을 상대로 추가시간에 터진 마틴 아담의 2골에 힘입어 2-1 기적의 역전승을 거둬 3년 연속 준우승의 한을 털어내고 17년 만의 K리그 우승에 한 발 다가서는 계기가 되었으며, 2022년 10월 16일에 울산이 강원 원정에서 2-1로 승리하여 남은 1경기에 상관없이 우승을 확정짓게 된다.
2023년 2월 25일에 열린 K리그 개막전 경기에서는 아마노 더비로 화제를 모았는데 그 경기에서 울산이 전북을 2-1로 역전승을 거둬 지난 시즌 K리그 챔피언의 자존심을 지켰다.

## 경기장
| 전북 현대 모터스   | 전북 현대 모터스   | 전북울산현대가 더비(대한민국) | 울산 HD            | 울산 HD            |
| ------------------ | ------------------ | ----------------------------- | ------------------ | ------------------ |
| 전주월드컵경기장   | 전주종합경기장     | 전북울산현대가 더비(대한민국) | 울산종합운동장     | 울산문수축구경기장 |
| 수용인원: 42,477명 | 수용인원: 30,000명 | 전북울산현대가 더비(대한민국) | 수용인원: 19,665명 | 수용인원: 44,102명 |
|                    |                    | 전북울산현대가 더비(대한민국) |                    |                    |

## 양 구단에서 활약하였던 선수
- 염기훈 (전북 : 2006-2007 / 울산: 2007-2009)

- 문대성 (전북 : 2007-2008 / 울산: 2011)

- 이경수 (울산: 1998 / 전북 : 2000-2001)

- 윤재훈 (울산: 1996-1999 / 전북 : 2000-2001)

- 제칼로 (울산: 2004-2005 (임대) / 전북 : 2006-2008)

- 김신욱 (울산: 2009-2015 / 전북 : 2016-2019)

- 박동혁 (전북 : 2002-2005 / 울산: 2006-2008, 2013-2014)

- 최재수 (울산: 2010-2012 / 전북 : 2016)

- 강민수 (전북 : 2008 / 울산: 2011-2019)

- 브라질리아 (울산: 2008 / 전북 : 2009)

- 이종호 (전북 : 2016 / 울산: 2017-2018)

- 한승규 (울산: 2017-2018 / 전북 : 2019-2022)

- 김인성 (전북 : 2014 / 울산: 2016-2021)

- 김보경 (전북 : 2016-2017, 2020-2022 / 울산: 2019 (임대))

- 정경호 (울산: 2003-2007 / 전북 : 2007-2008)

- 김형범 (울산: 2004-2005 / 전북 : 2006-2012)

- 정성훈 (울산: 2002-2003 / 전북 : 2011-2012)

- 임종은 (울산: 2009-2011, 2018-2024 / 전북 : 2016-2017)

- 최태욱 (전북 : 2008-2010 / 울산: 2014)

- 신형민 (전북 : 2014-2019, 2020 / 울산: 2021-2022)

- 안홍민 (울산: 1996-2000 / 전북 : 2001)

- 손정탁 (울산: 1999-2003 / 전북 : 2004-2005)

- 장철민 (전북 : 1995–1996 / 울산: 1997–2002)

- 김창수 (울산: 2004, 2017-2019 / 전북 : 2016)

- 최규백 (전북 : 2016 / 울산: 2017)

- 이용 (울산: 2010-2016 / 전북 : 2017-2023)

- 이재성 (울산: 2010 (임대), 2011-2016 / 전북 : 2017-2018)

- 김승용 (전북 : 2008-2010 / 울산: 2012-2013)

- 임유환 (전북 : 2004-2006, 2007-2013 / 울산: 2007)

- 황승주 (울산: 1995-2001 / 전북 : 2002)

- 서동명 (울산: 1996-1997, 2002-2006 / 전북 : 2000-2001)

- 이호 (울산: 2003-2006, 2011-2014, 2021-2022 / 전북 : 2015-2016)

- 정종선 (울산: 1989-1994 / 전북 : 1995-1997)

- 최보경 (울산: 2011-2013 / 전북 : 2014-2023)

- 최철우 (울산: 2000-2001 / 전북 : 2007)

- 조진수 (전북 : 2003-2006 / 울산: 2009-2010)

- 전재운 (울산: 2002-2004 / 전북 : 2005-2006)

- 하대성 (울산: 2004–2005 / 전북 : 2009)

- 하성민 (전북 : 2008-2013 / 울산: 2014-2016)

- 최광희 (울산: 2006 / 전북 : 2007)

- 이원재 (전북 : 2008 / 울산: 2009-2010)

- 이근호 (울산: 2012-2014, 2018-2021 / 전북 : 2015 (임대))

- 이승렬 (울산: 2012 (임대) / 전북 : 2014-2015)

- 서정진 (전북 : 2008-2012 / 울산: 2016)

- 박규선 (울산: 2000-2003, 2006 / 전북 : 2004-2005)

- 김효기 (울산: 2010-2015 / 전북 : 2016)

- 김판곤 (울산: 1992–1996 / 전북 : 1997)

- 김정우 (울산: 2003-2005 / 전북 : 2012-2014)

- 김기희 (전북 : 2013-2015 / 울산: 2020-2024)

- 윤영선 (울산: 2019-2020 / 전북 : 2022-2023)

- 김건웅 (울산: 2016-2019 / 전북 : 2023)

- 이동준 (울산: 2021-2022 / 전북 : 2023-현재)

- 아마노 (울산: 2022 (임대) / 전북 : 2023 (임대))

- 안현범 (울산: 2015 / 전북 : 2023-현재)

- 이영재 (울산: 2015-2018 / 전북 : 2024-현재)

- 김태환 (울산: 2015-2023 / 전북 : 2024-현재)

- 이재익 (전북 : 2024 / 울산: 2025-현재)

## 역대 전적

### K리그1
| #  | 날짜           | R.  | 홈   | 결과          | 원정 | 득점 (홈)                                              | 득점 (원정)                                           |
| -- | -------------- | --- | ---- | ------------- | ---- | ------------------------------------------------------ | ----------------------------------------------------- |
| 1  | 1995 6월 17일  | 4   | 울산 | 3-0           | 전북 | 송주석 (47), 김현석 (63), 정정수 (75)                  |                                                       |
| 2  | 1995 7월 15일  | 11  | 전북 | 0-3           | 울산 |                                                        | 김현석 (PK 49), 송주석 (53), 신홍기 (80)              |
| 3  | 1995 8월 23일  | 2   | 전북 | 0-3           | 울산 |                                                        | 김현석 (46, 87), 강재순 (47)                          |
| 4  | 1995 9월 27일  | 9   | 울산 | 2-1           | 전북 | 송주석 (34), 최영준 (59)                               | 잔코 (90+2)                                           |
| 5  | 1996 5월 18일  | 3   | 전북 | 2-3           | 울산 | 고성민 (14), 김용갑 (64)                               | 장형석 (45), 최영일 (69), 마니 (73)                   |
| 6  | 1996 7월 11일  | 13  | 울산 | 2-1           | 전북 | 김현석 (19), 김기남 (66)                               | 고성민 (76)                                           |
| 7  | 1996 8월 22일  | 2   | 울산 | 2-1           | 전북 | 안홍민 (75), 이현석 (83)                               | 비탈리 (36)                                           |
| 8  | 1996 9월 21일  | 11  | 전북 | 5-3           | 울산 | 김봉현 (23), 오동천 (40, 42), 정경구 (66) 김용갑 (82)  | 안홍민 (9, 50), 임재선 (43)                           |
| 9  | 1997 7월 12일  | 8   | 울산 | 0-3           | 전북 |                                                        | 잔코 (6), 김범수 (79), 김도훈 (83)                    |
| 10 | 1997 10월 5일  | 11  | 전북 | 5-4           | 울산 | 전현석 (31), 잔코 (PK 37), 변재섭 (45) 비탈리 (63, 90) | 마니 (4), 김현석 (34), 안홍민 (82), 김상훈 (85)       |
| 11 | 1998 8월 2일   | 4   | 울산 | 2–2 (PSO 2–3) | 전북 | 송주석 (24), 안홍민 (38)                               | 박성배 (26, PK 75)                                    |
| 12 | 1998 9월 9일   | 11  | 전북 | 2-3           | 울산 | 이태훈 (44), 하은철 (45+3)                             | 유상철 (40, PK 65), 김현석 (89)                       |
| 13 | 1999 7월 3일   | 7   | 울산 | 1-0           | 전북 | 호제리오 (자책골 70)                                   |                                                       |
| 14 | 1999 8월 21일  | 15  | 전북 | 1-3           | 울산 | 하은철 (PK 15)                                         | 김종건 (2), 빅토르 (23), 손정탁 (79)                  |
| 15 | 1999 9월 11일  | 20  | 전북 | 2-0           | 울산 | 오광훈 (53), 전현석 (72)                               |                                                       |
| 16 | 2000 5월 24일  | 4   | 울산 | 0-2           | 전북 |                                                        | 김경량 (70), 양현정 (79)                              |
| 17 | 2000 7월 5일   | 13  | 울산 | 1–1 (PSO 4–5) | 전북 | 산토스 (28)                                            | 김도훈 (2)                                            |
| 18 | 2000 10월 11일 | 27  | 전북 | 0-2           | 울산 |                                                        | 안홍민 (18), 김기남 (38)                              |
| 19 | 2001 6월 20일  | 2   | 울산 | 3-1           | 전북 | 김현석 (58), 파울링뇨 (70, 71)                         | 안홍민 (15)                                           |
| 20 | 2001 8월 1일   | 12  | 전북 | 3-1           | 울산 | 호제리오 (7), 김도훈 (16), 아리넬송 (31)               | 김도균 (71)                                           |
| 21 | 2001 10월 24일 | 26  | 전북 | 3-0           | 울산 | 호제리오 (28), 박성배 (45), 김도훈 (79)                |                                                       |
| 22 | 2002 7월 13일  | 3   | 울산 | 0–0           | 전북 |                                                        |                                                       |
| 23 | 2002 8월 18일  | 11  | 전북 | 0-2           | 울산 |                                                        | 김현석 (PK 15), 에디 (21)                             |
| 24 | 2002 11월 13일 | 26  | 전북 | 2-3           | 울산 | 에드밀손 (42, 87)                                      | 이천수 (11, 47), 현영민 (23)                          |
| 25 | 2003 4월 2일   | 4   | 울산 | 1-2           | 전북 | 유상철 (22)                                            | 에드밀손 (26, 88)                                     |
| 26 | 2003 7월 6일   | 19  | 전북 | 1-2           | 울산 | 남궁도 (10)                                            | 조세권 (29), 이천수 (32)                              |
| 27 | 2003 8월 10일  | 26  | 울산 | 2-0           | 전북 | 도도 (24), 정경호 (83)                                 |                                                       |
| 28 | 2003 11월 5일  | 41  | 전북 | 3-1           | 울산 | 마그노 (11, 31), 추운기 (79)                           | 도도 (43)                                             |
| 29 | 2004 5월 16일  | 7   | 전북 | 1-2           | 울산 | 남궁도 (44)                                            | 정경호 (14), 시미치 (77)                              |
| 30 | 2004 10월 6일  | 6   | 울산 | 1-0           | 전북 | 김진용 (71)                                            |                                                       |
| 31 | 2005 5월 22일  | 3   | 울산 | 1-0           | 전북 | 김형범 (55)                                            |                                                       |
| 32 | 2005 11월 9일  | 13  | 전북 | 2-3           | 울산 | 밀톤 (5), 박규선 (8)                                   | 이천수 (27), 마차도 (PK 57, 80)                       |
| 33 | 2006 4월 5일   | 7   | 전북 | 1–1           | 울산 | 제칼로 (28)                                            | 레안드롱 (67)                                         |
| 34 | 2006 10월 1일  | 7   | 울산 | 0–0           | 전북 |                                                        |                                                       |
| 35 | 2007 3월 17일  | 3   | 울산 | 2-1           | 전북 | 정경호 (25), 우성용 (46)                               | 스테보 (17)                                           |
| 36 | 2007 8월 12일  | 15  | 전북 | 0–0           | 울산 |                                                        |                                                       |
| 37 | 2008 3월 29일  | 3   | 울산 | 2-1           | 전북 | 염기훈 (49), 이상호 (90+4)                             | 임유환 (83)                                           |
| 38 | 2008 8월 24일  | 16  | 전북 | 1-2           | 울산 | 김형범 (48)                                            | 알미르 (61), 루이지뉴 (66)                            |
| 39 | 2008 11월 26일 | SPO | 울산 | 1-0           | 전북 | 염기훈 (40)                                            |                                                       |
| 40 | 2009 3월 22일  | 3   | 울산 | 0-1           | 전북 |                                                        | 루이스 (58)                                           |
| 41 | 2009 7월 26일  | 17  | 전북 | 1–1           | 울산 | 루이스 (13)                                            | 이진호 (39)                                           |
| 42 | 2010 4월 24일  | 9   | 전북 | 1-2           | 울산 | 이동국 (90+4)                                          | 정대선 (63), 오르티고사 (67)                          |
| 43 | 2010 10월 9일  | 25  | 울산 | 0-1           | 전북 |                                                        | 이동국 (59)                                           |
| 44 | 2011 5월 7일   | 9   | 전북 | 1-0           | 울산 | 김동찬 (51)                                            |                                                       |
| 45 | 2011 7월 10일  | 17  | 울산 | 0–0           | 전북 |                                                        |                                                       |
| 46 | 2011 11월 30일 | C1  | 울산 | 1-2           | 전북 | 곽태휘 (63)                                            | 에닝요 (PK 52, 79)                                    |
| 47 | 2011 12월 4일  | C2  | 전북 | 2-1           | 울산 | 에닝요 (PK 59), 루이스 (68)                            | 설기현 (56)                                           |
| 48 | 2012 5월 11일  | 12  | 전북 | 2-1           | 울산 | 에닝요 (12), 드로겟 (16)                               | 이근호 (83)                                           |
| 49 | 2012 8월 26일  | 30  | 울산 | 1–1           | 전북 | 하피냐 (9)                                             | 김동찬 (46)                                           |
| 50 | 2012 10월 17일 | 36  | 울산 | 1-3           | 전북 | 고슬기 (42)                                            | 이동국 (10), 드로겟 (35), 레오나르도 (75)             |
| 51 | 2012 11월 21일 | 41  | 전북 | 3–3           | 울산 | 이동국 (31, PK 68), 에닝요 (82)                        | 고창현 (27), 마라냥 (42, PK 45+1)                     |
| 52 | 2013 3월 9일   | 2   | 전북 | 2-1           | 울산 | 레오나르도 (38), 박희도 (58)                           | 한상운 (42)                                           |
| 53 | 2013 8월 10일  | 22  | 울산 | 2–2           | 전북 | 김신욱 (61, 70)                                        | 케빈 (11), 윌킨슨 (44)                                |
| 54 | 2013 10월 9일  | 32  | 전북 | 1-0           | 울산 | 케빈 (86)                                              |                                                       |
| 55 | 2013 11월 9일  | 36  | 울산 | 2-0           | 전북 | 김신욱 (79), 까이끼 (82)                               |                                                       |
| 56 | 2014 4월 12일  | 8   | 전북 | 1-0           | 울산 | 이동국 (PK 15)                                         |                                                       |
| 57 | 2014 7월 23일  | 17  | 울산 | 0–0           | 전북 |                                                        |                                                       |
| 58 | 2014 10월 12일 | 31  | 전북 | 1-0           | 울산 | 카이오 (69)                                            |                                                       |
| 59 | 2014 11월 30일 | 38  | 전북 | 1–1           | 울산 | 한교원 (66)                                            | 유준수 (60)                                           |
| 60 | 2015 5월 10일  | 10  | 울산 | 1-2           | 전북 | 마스다 (67)                                            | 이동국 (PK 64), 에두 (68)                             |
| 61 | 2015 6월 17일  | 16  | 전북 | 2-1           | 울산 | 에두 (57), 이재명 (76)                                 | 양동현 (45+2)                                         |
| 62 | 2015 9월 9일   | 29  | 울산 | 2-0           | 전북 | 김신욱 (37), 코바 (83)                                 |                                                       |
| 63 | 2016 3월 20일  | 2   | 울산 | 0–0           | 전북 |                                                        |                                                       |
| 64 | 2016 7월 24일  | 22  | 전북 | 2-1           | 울산 | 로페즈 (76), 김신욱 (78)                               | 김인성 (65)                                           |
| 65 | 2016 8월 3일   | 27  | 전북 | 1–1           | 울산 | 이동국 (90)                                            | 멘디 (90+3)                                           |
| 66 | 2016 10월 22일 | 35  | 울산 | 0–0           | 전북 |                                                        |                                                       |
| 67 | 2017 5월 14일  | 11  | 울산 | 0–0           | 전북 |                                                        |                                                       |
| 68 | 2017 7월 8일   | 19  | 전북 | 4-0           | 울산 | 이승기 (21), 로페즈 (50), 이재성 (56), 김신욱 (69)     |                                                       |
| 69 | 2017 8월 6일   | 25  | 전북 | 0-1           | 울산 |                                                        | 이종호 (74)                                           |
| 70 | 2017 11월 5일  | 37  | 울산 | 1-2           | 전북 | 이종호 (75)                                            | 이재성 (55), 이동국 (78)                              |
| 71 | 2018 3월 1일   | 1   | 전북 | 2-0           | 울산 | 이동국 (61), 한교원 (85)                               |                                                       |
| 72 | 2018 7월 11일  | 16  | 울산 | 0-2           | 전북 |                                                        | 이재성 (63), 이동국 (77)                              |
| 73 | 2018 10월 7일  | 32  | 울산 | 2–2           | 전북 | 한승규 (58), 김인성 (82)                               | 로페즈 (53), 이동국 (PK 90+3)                         |
| 74 | 2018 11월 4일  | 35  | 전북 | 3-1           | 울산 | 손준호 (22), 한교원 (31), 김진수 (33)                  | 주니오 (74)                                           |
| 75 | 2019 5월 12일  | 11  | 울산 | 2-1           | 전북 | 김인성 (61), 김보경 (PK 90+1)                          | 이승기 (90+2)                                         |
| 76 | 2019 7월 14일  | 21  | 전북 | 1–1           | 울산 | 이동국 (PK 9)                                          | 주민규 (33)                                           |
| 77 | 2019 8월 16일  | 26  | 전북 | 3-0           | 울산 | 윤영선 (자책골 49), 로페즈 (51, 63)                    |                                                       |
| 78 | 2019 11월 23일 | 37  | 울산 | 1–1           | 전북 | 불투이스 (71)                                          | 김진수 (49)                                           |
| 79 | 2020 6월 28일  | 9   | 울산 | 0-2           | 전북 |                                                        | 한교원 (44), 쿠니모토 (90+5)                          |
| 80 | 2020 9월 15일  | 21  | 전북 | 2-1           | 울산 | 바로우 (1), 한교원 (62)                                | 주니오 (PK 90+5)                                      |
| 81 | 2020 10월 25일 | 26  | 울산 | 0-1           | 전북 |                                                        | 바로우 (63)                                           |
| 82 | 2021 4월 21일  | 11  | 울산 | 0–0           | 전북 |                                                        |                                                       |
| 83 | 2021 5월 19일  | 17  | 전북 | 2-4           | 울산 | 한교원 (24, 26)                                        | 김민준 (8), 힌터제어 (35), 불투이스 (56), 이동준 (75) |
| 84 | 2021 9월 10일  | 29  | 울산 | 0–0           | 전북 |                                                        |                                                       |
| 85 | 2021 11월 6일  | 35  | 전북 | 3-2           | 울산 | 송민규 (23), 류재문 (64), 일류첸코 (90+4)              | 임종은 (37), 이청용 (78)                              |
| 86 | 2022 3월 6일   | 4   | 전북 | 0-1           | 울산 |                                                        | 레오나르도 (39)                                       |
| 87 | 2022 6월 19일  | 16  | 울산 | 1-3           | 전북 | 엄원상 (40)                                            | 바로우 (17), 쿠니모토 (20, 29)                        |
| 88 | 2022 8월 7일   | 27  | 전북 | 1–1           | 울산 | 바로우 (58)                                            | 엄원상 (7)                                            |
| 89 | 2022 10월 8일  | 35  | 울산 | 2-1           | 전북 | 마틴 아담 (PK 90+6, 90+9)                              | 바로우 (33)                                           |
| 90 | 2023 2월 25일  | 1   | 울산 | 2–1           | 전북 | 엄원상 (43), 루빅손 (64)                               | 송민규 (10)                                           |
| 91 | 2023 6월 3일   | 16  | 전북 | 2-0           | 울산 | 조규성 (83), 문선민 (90+3)                             |                                                       |
| 92 | 2023 8월 19일  | 27  | 울산 | 1-0           | 전북 | 엄원상 (71)                                            |                                                       |
| 93 | 2023 12월 3일  | 38  | 울산 | 1–0           | 전북 | 설영우 (31)                                            |                                                       |
| 94 | 2024 3월 30일  | 4   | 전북 | 2–2           | 울산 | 이동준 (45+1), 문선민 (69)                             | 이동경 (21), 김지현 (39)                              |
| 95 | 2024 6월 1일   | 16  | 울산 | 1-0           | 전북 | 아타루 (90+3)                                          |                                                       |
| 96 | 2024 7월 20일  | 24  | 전북 | 2-0           | 울산 | 티아고 (78), 안드리고 (90+7)                           |                                                       |
| 97 | 2025 3월 1일   | 3   | 울산 | 1-0           | 전북 | 보야니치 (65)                                          |                                                       |
| 98 | 2025 5월 31일  | 17  | 전북 | 3-1           | 울산 | 송민규 (25), 박진섭 (86), 티아고 (90+7)                | 이청용 (10)                                           |
| 99 | 2025 8월 30일  | 28  | 울산 | 0–0           | 전북 |                                                        |                                                       |

### 리그컵
| #  | 날짜            | R. | 홈   | 결과 | 원정 | 득점 (홈)                                         | 득점 (원정)                              |
| -- | --------------- | -- | ---- | ---- | ---- | ------------------------------------------------- | ---------------------------------------- |
| 1  | 1995 4월 8일    | 4  | 전북 | 0–0  | 울산 |                                                   |                                          |
| 2  | 1996 4월 28일   | 9  | 전북 | 2-1  | 울산 | 최진철 (60), 장철민 (66)                          | 안홍민 (51)                              |
| 3  | 1997 4월 6일    | 5  | 전북 | 0-2  | 울산 |                                                   | 장형석 (9), 이현석 (90+3)                |
| 4  | 1997프 6월 4일  | 3  | 울산 | 2-1  | 전북 | 송주석 (53), 김현석 (86)                          | 김도훈 (47)                              |
| 5  | 1997프 8월 27일 | 8  | 전북 | 1-3  | 울산 | 이경춘 (59)                                       | 황승주 (PK 19), 김기남 (28), 서동원 (37) |
| 6  | 1998필 6월 3일  | 8  | 울산 | 1-2  | 전북 | 장철민 (36)                                       | 명재용 (PK 12), 하은철 (118)             |
| 7  | 1999 4월 7일    | 3  | 전북 | 1-2  | 울산 | 하은철 (56)                                       | 이길용 (44), 김종건 (91)                 |
| 8  | 1999 5월 5일    | 8  | 울산 | 3-2  | 전북 | 김현석 (34), 김종건 (PK 45+4, 61)                 | 서혁수 (8), 박성배 (58)                  |
| 9  | 2001 4월 1일    | 3  | 전북 | 0-1  | 울산 |                                                   | 마르코스 (PK 51)                         |
| 10 | 2001 4월 18일   | 8  | 울산 | 2-3  | 전북 | 정정수 (PK 66, 89)                                | 김도훈 (23, PK 41), 양현정 (36)          |
| 11 | 2004 8월 18일   | 12 | 전북 | 2–2  | 울산 | 힝키 (56), 박동혁 (PK 78)                         | 도도 (54), 카르로스 (61)                 |
| 12 | 2005 3월 13일   | 3  | 전북 | 2–2  | 울산 | 박동혁 (16), 왕정현 (79)                          | 이종민 (14), 카르로스 (60)               |
| 13 | 2006 7월 5일    | 1  | 울산 | 0-1  | 전북 |                                                   | 제칼로 (87)                              |
| 14 | 2007 4월 11일   | 4  | 울산 | 0–0  | 전북 |                                                   |                                          |
| 15 | 2007 5월 16일   | 9  | 전북 | 1–1  | 울산 | 제칼로 (72)                                       | 알미르 (68)                              |
| 16 | 2008 4월 2일    | 2  | 전북 | 2-1  | 울산 | 조재진 (PK 10, 16)                                | 이상호 (76)                              |
| 17 | 2008 7월 2일    | 7  | 울산 | 3–3  | 전북 | 강민수 (자책골 2), 루이지뉴 (29), 브라질리아 (62) | 김형범 (43), 홍진섭 (51), 온병훈 (90+3)  |
| 18 | 2010 7월 14일   | QF | 전북 | 2-0  | 울산 | 김지웅 (7), 김승용 (34)                           |                                          |
| 19 | 2011 6월 29일   | QF | 울산 | 4-1  | 전북 | 김신욱 (26, 30), 최재수 (41), 정대선 (53)         | 박정훈 (20)                              |

### 코리아컵
| # | 날짜           | R.  | 홈   | 결과          | 원정 | 득점 (홈)       | 득점 (원정)               |
| - | -------------- | --- | ---- | ------------- | ---- | --------------- | ------------------------- |
| 1 | 1999 11월 19일 | SF  | 울산 | 0–0 (PSO 3–5) | 전북 |                 |                           |
| 2 | 2013 7월 10일  | R16 | 울산 | 0-1           | 전북 |                 | 이동국 (83)               |
| 3 | 2014 7월 16일  | R16 | 울산 | 1-2           | 전북 | 카사 (PK 45)    | 이상협 (21), 한교원 (60)  |
| 4 | 2020 11월 4일  | F   | 울산 | 1–1           | 전북 | 주니오 (60)     | 무릴로 (50)               |
| 5 | 2020 11월 8일  | F   | 전북 | 2-1           | 울산 | 이승기 (53, 71) | 주니오 (4)                |
| 6 | 2022 10월 5일  | SF  | 울산 | 1-2           | 전북 | 원두재 (12)     | 바로우 (38), 조규성 (108) |

### AFC 챔피언스리그
| # | 날짜             | R. | 홈   | 결과 | 원정 | 득점 (홈)                   | 득점 (원정)                                        |
| - | ---------------- | -- | ---- | ---- | ---- | --------------------------- | -------------------------------------------------- |
| 1 | 2006 9월 27일    | SF | 전북 | 2-3  | 울산 | 제칼로 (PK 26), 염기훈 (46) | 유경렬 (6), 비니시우스 (37), 최성국 (82)           |
| 2 | 2006 10월 18일   | SF | 울산 | 1-4  | 전북 | 이천수 (70)                 | 최진철 (10), 정종관 (20), 임유환 (68), 이광현 (81) |
| 3 | 2021 10월 17일   | QF | 전북 | 2–3  | 울산 | 한교원 (39), 쿠니모토 (48)  | 바코 (13), 윤일록 (45+1), 이동경 (101)             |
| 4 | 2023-24 3월 5일  | QF | 전북 | 1–1  | 울산 | 송민규 (4)                  | 이명재 (77)                                        |
| 5 | 2023-24 3월 12일 | QF | 울산 | 1-0  | 전북 | 설영우 (45+2)               |                                                    |

### 슈퍼컵
| # | 날짜         | R. | 홈   | 결과 | 원정 | 득점 (홈)   | 득점 (원정) |
| - | ------------ | -- | ---- | ---- | ---- | ----------- | ----------- |
| 1 | 2006 3월 4일 | F  | 울산 | 1-0  | 전북 | 장상원 (88) |             |